# Пам'ятки історії Дергачівського району
У Дергачівському районі Харківської області на обліку перебуває 66 пам'яток історії.
| № п/п | Охоронний номер пам’ятки | Місце знаходження, (адреса) пам’ятки | Найменування пам’ятки | Автор, дослідник пам’ятки.Дата відкриття               | Матеріал, з якого виготовлений пам’ятник. Основні розміри                          | Категорія охорони пам’ятки | Номер і дата рішення державних органів про взяття пам’ятки під охорону | Охоронна зона                                                 |
| ----- | ------------------------ | --- | --- | ------------------------------------------------------ | ---------------------------------------------------------------------------------- | -------------------------- | ---------------------------------------------------------------------- | ------------------------------------------------------------- |
| 1.    | 803                      | м. Дергачі, вул. Матюшенка | Пам'ятник Матюшенку О. М., одному з керівників повстання на броненосці «Потьомкін» у червні 1905 р.                                                          | 1956 р.                                                | Обеліск — 3,0 м, граніт                                                            | Місцева                    | № 61 від 25.01.72р.                                                    |                                                               |
| 2.    | 759                      | м. Дергачі, вул. 1-го Травня | Братська могила радянських воїнів. Поховано 259 воїнів. 1943 р.                                                                                              | Харківська скульптурна фабрика 1951 р.                 | Скульптура — 2,5 м, з/б. Постамент — 3,5 м, цегла, цемент                          | -<<-                       | -<<-                                                                   | 25 м (Наказ правління культури і туризму від 10.09.09. № 234) |
| 3.    | 761                      | м. Дергачі, вул. Петровського, біля стадіону | Братська могила радянських воїнів. Поховано 118 воїнів. 1943 р.                                                                                              | Харківська скульптурна фабрика 1975 р.                 | Скульптура — 2,5 м, з/б. Постамент — 1,0 м, цегла, цемент                          | -<<-                       | -<<-                                                                   | 25 м (Наказ правління культури і туризму від 10.09.09. № 234) |
| 4.    | 765                      | м. Дергачі, вул. Радянська | Братська могила радянських воїнів. Поховані 42 воїни. 1943 р.                                                                                                | Харківська скульптурна фабрика 1983 р.                 | Скульптура — 4,0 м, з/б. Постамент — 1,0 м, цегла, цемент                          | -<<-                       | -<<-                                                                   | 25 м (Наказ правління культури і туризму від 10.09.09. № 234) |
| 5.    | 760                      | м. Дергачі, вул. Садова | Братська могила радянських воїнів. Поховано 298 воїнів. 1943 р.                                                                                              | Харківська скульптурна фабрика 1959 р., 1985 р.        | Скульптура — 2,5 м, мармурова кришка. Постамент — 1,0 м, цегла, цемент             | Місцева                    | № 61 від 25.01.72р.                                                    | 25 м (Наказ правління культури і туризму від 10.09.09. № 234) |
| 6.    | 763                      | м. Дергачі, пров. Сосновий | Братська могила радянських воїнів. Поховано 46 воїнів. 1943 р.                                                                                               | Харківська скульптурна фабрика 1962 р.                 | Скульптура — 2,5 м, з/б. Постамент — 2,5 м, цегла, цемент                          | -<<-                       | -<<-                                                                   | 25 м (Наказ правління культури і туризму від 10.09.09. № 234) |
| 7.    | 762                      | м. Дергачі, біля СПТУ № 2 | Братська могила радянських воїнів. Поховано 41 воїна. 1943 р.                                                                                                | Харківська скульптурна фабрика 1963 р.                 | Скульптура — 2,5 м, з/б. Постамент — 2,5 м, цегла, цемент                          | -<<-                       | -<<-                                                                   | 25 м (Наказ правління культури і туризму від 10.09.09. № 234) |
| 8.    | 764                      | м. Дергачі, біля контори підгоспу «Дергачі» | Братська могила радянських воїнів. Поховано воїнів. 1943 р.                                                                                                  | 1949 р., 1975 р.                                       | Обеліск — 2,0 м, цегла, цемент                                                     | -<<-                       | -<<-                                                                   | 25 м (Наказ правління культури і туризму від 10.09.09. № 234) |
|       |                          | | |                                                        |                                                                                    |                            |                                                                        |                                                               |
| 10.   |                          | м. Дергачі, центр | Пам'ятник Т. Г. Шевченку | Т. М. Борисова. 2001 р.                                | Бронза, граніт                                                                     | -<<-                       | Наказ УК ХОДА № 25 від 02.03.05 р.                                     |                                                               |
| 11.   | 766                      | с. Безруки Безруківської с/р | Братська могила радянських воїнів. Поховано 30 воїнів. 1943 р.                                                                                               | Харківська скульптурна фабрика 1951 р.                 | Скульптура — 2,5 м, з/б. Постамент — 3,7 м, цегла, цемент                          | -<<-                       | № 61 від 25.01.72р.                                                    | 25 м (Наказ правління культури і туризму від 10.09.09. № 234) |
|       |                          | | |                                                        |                                                                                    |                            |                                                                        |                                                               |
| 13.   | 767                      | с. Великі Проходи Проходівської с/р | Братська могила радянських воїнів. Поховано 323 воїни. 1943 р.                                                                                               | Харківська скульптурна фабрика 1950 р.                 | Скульптура 2,5 м, з/б. Постамент — 3,0 м, цегла, цемент                            | -<<-                       | № 61 від 25.01.72р.                                                    | 25 м (Наказ правління культури і туризму від 10.09.09. № 234) |
| 14.   | 768                      | с-ще Ветеринарне Козачо-Лопанської сел/р | Братська могила радянських воїнів. Поховано 26 воїнів. 1943 р.                                                                                               | Харківська скульптурна фабрика 1961 р.                 | Скульптура — 2,5 м, з/б. Постамент — 3,0 м, цегла, цемент                          | -<<-                       | -<<-                                                                   | 25 м (Наказ правління культури і туризму від 10.09.09. № 234) |
| 15.   | 755                      | смт. Вільшани Вільшанської сел/р | Братська могила червоно-армійців. Поховано 11 чоловік. 1919 р.                                                                                               | 1951 р.                                                | Обеліск — 3,0 м, метал                                                             | -<<-                       | -<<-                                                                   |                                                               |
| 16.   | 789                      | -<<- | Братська могила радянських воїнів і партизанів, серед яких похований Казакевич П. К. — Герой Радянського Союзу. Поховано 270 воїнів. 1942 р., 1943 р.        | Харківська скульптурна фабрика 1951 р.                 | Скульптура — 2,5 м, з/б. Постамент — 3,0 м, цегла, цемент                          | -<<-                       | -<<-                                                                   | 25 м (Наказ правління культури і туризму від 10.09.09. № 234) |
| 17.   | 1937                     | -<<- | Пам'ятник воїнам-землякам. 1941–1945 рр. | Скульптор Пристало К. М., архіт. Соловей В. С. 1981 р. | Скульптура — 3,1 м, граніт. Постамент — 0,9 м. Стела — 3,5 м, інкерманський камінь | -<<-                       | № 196 від 16.04.84р.                                                   |                                                               |
| 18.   | 772                      | с-ще Дворічний Кут Полівської с/р | Братська могила радянських воїнів. Поховано 119 воїнів. 1943 р.                                                                                              | Харківська скульптурна фабрика 1962 р.                 | Скульптура — 2,5 м, з/б. Постамент — 3,0 м, цегла, цемент                          | -<<-                       | № 61 від 25.01.72р.                                                    | 25 м (Наказ правління культури і туризму від 10.09.09. № 234) |
| 19.   | 773                      | с. Дементіївка Токарівської с\р | Братська могила радянських воїнів. Поховано 84 воїнів.1943 р.                                                                                                | Харківська скульптурна фабрика1956 р.                  | Скульпт. — 2,5 м. (з\б), пост. — 3,5 м. (цегла, цемент)                            | -<<-                       | -<<-                                                                   | 25 м (Наказ правління культури і туризму від 10.09.09. № 234) |
| 20.   | 774                      | с. Замірці, Дергачівської міськ/р | Братська могила радянських воїнів. Поховано 200 воїнів. 1943 р.                                                                                              | Харківська скульптурна фабрика 1975 р.                 | Скульптура — 2,5 м, мармурова кришка. Постамент — 2,0 м, цегла, цемент             | Місцева                    | № 61 від 25.01.72р.                                                    | 25 м (Наказ правління культури і туризму від 10.09.09. № 234) |
| 21.   | 776                      | смт. Козача Лопань Козачо-Лопанська с/р, пл. Леніна | Братська могила радянських воїнів. Поховано 77 воїнів. 1943 р.                                                                                               | Харківська скульптурна фабрика 1957 р.                 | Скульптура — 2,5 м, з/б. Постамент — 4,0 м, цегла, цемент                          | -<<-                       | -<<-                                                                   | 25 м (Наказ правління культури і туризму від 10.09.09. № 234) |
| 22.   | 777                      | смт. Козача Лопань, пл. Привокзальна | Братська могила радянських воїнів. Поховані 74 воїни. 1943 р.                                                                                                | Харківська скульптурна фабрика 1961 р.                 | Скульптура — 3,0 м, з/б. Постамент — 2,0 м, цегла, цемент                          | -<<-                       | -<<-                                                                   | 25 м (Наказ правління культури і туризму від 10.09.09. № 234) |
| 23.   | 775                      | смт. Козача Лопань, біля контори радгос-пу «Шлях індустрії» | Братська могила радянських воїнів. Поховані 134 воїни. 1943 р.                                                                                               | Харківська скульптурна фабрика 1957 р.                 | Скульптура — 3,0 м, з/б. Постамент — 2,0 м, цегла, цемент                          | -<<-                       | -<<-                                                                   | 25 м (Наказ правління культури і туризму від 10.09.09. № 234) |
| 24.   | 778                      | с. Кочубеївка Токарівської с/р | Братська могила радянських воїнів. Поховано 212 воїнів. 1943 р.                                                                                              | Харківська скульптурна фабрика 1950 р.                 | Скульптура — 2,5 м, з/б. Постамент- 3,0 м, цегла, цемент                           | -<<-                       | -<<-                                                                   | 25 м (Наказ правління культури і туризму від 10.09.09. № 234) |
| 25.   | 1936                     | с. Куряжанка Солоницівської сел/р | Братська могила жертв класової боротьби Лукашова Г. О. і Ткача М. П. 1925 р., 1930 р.                                                                        | 1969 р.                                                | Стела — 1,2 м, метал                                                               | -<<-                       | № 196 від 16.04.84р.                                                   |                                                               |
| 26.   | 779                      | с. Куряжанка радгосп. ім. Щорса | Братська могила радянських воїнів. Поховані 2 воїни. 1943 р.                                                                                                 | Харківська скульптурна фабрика 1969 р.                 | Обеліск — 2,0 м, граніт                                                            | -<<-                       | № 13 від 12.01.81р.                                                    | 25 м (Наказ правління культури і туризму від 10.09.09. № 234) |
| 27.   | 1666                     | с. Куряжанка радгосп. ім. Щорса, центр | Братська могила радянських воїнів. Поховано 116 воїнів. 1943 р.                                                                                              | Харківська скульптурна фабрика 1969 р.                 | Скульптура — 3,0 м, з/б. Постанова — 3,5 м, цегла, цемент                          | -<<-                       | № 61 від 25.01.72р.                                                    | 25 м (Наказ правління культури і туризму від 10.09.09. № 234) |
| 28.   | 780                      | с. Лужок Малоданилівської сел/р | Братська могила радянських воїнів. Поховані 22 воїни. 1943 р.                                                                                                | 1948 р.                                                | Обеліск — 3,0 м, граніт                                                            | -<<-                       | -<<-                                                                   | 25 м (Наказ правління культури і туризму від 10.09.09. № 234) |
| 29.   | 782                      | смт. Мала Данилівка Малоданилівської сел/р, вул. Курортна | Братська могила радянських воїнів. Поховано 149 воїнів. 1943 р.                                                                                              | 1948 р.                                                | Обеліск — 2,7 м, граніт                                                            | -<<-                       | -<<-                                                                   | 25 м (Наказ правління культури і туризму від 10.09.09. № 234) |
| 30.   | 781                      | смт. Мала Данилівка Малоданилівської сел/р, території Зооветінституту | Братська могила радянських воїнів. Поховані 22 воїни. 1943 р.                                                                                                | 1951 р.                                                | Обеліск — 4,0 м, граніт                                                            | -<<-                       | -<<-                                                                   | 25 м (Наказ правління культури і туризму від 10.09.09. № 234) |
| 31.   | 1938                     | -<<- | Будинок, у якому працював академік Потьомкін М. Д., 1925–1965 рр.                                                                                            | 1966 р.                                                | Будинок 4-поверховий, цегла. Меморіальна дошка                                     | -<<-                       | № 196 від 16.04.84р.                                                   |                                                               |
| 32.   |                          | смт. Мала Данилівка | Пам'ятник Колєсову О. А., директору землеробного училища | 2000 р.                                                | Мармурова кришка                                                                   | -<<-                       | Наказ УК ХОДА № 25 від 02.03.05 р.                                     |                                                               |
| 33.   | 2417                     | смт. Мала Данилівка Малоданилівсь-кої сел/р, кладовище | Могила Потьомкіна М. Д., академіка ВАСГНІЛ. 1965 р. | 1967 р.                                                | Стела — 2,0х0,9(0,6)х0,3 м, лабрадорит. Постамент — 0,45 м                         | -<<-                       | № 142 від 20.05.91р.                                                   |                                                               |
| 34.   | 2550                     | -<<- | Могила Колєсова О. А., директора землеробного училища. 1901 р.                                                                                               |                                                        | Надгробок — 0,4х0,7(0,5)х0,7(0,5) м, граніт. Постамент — 0,3 м.                    | -<<-                       | № 975 від 18.09.97р.                                                   | 1 м. (Розпорядження ХОДА № 975 від 18.09. 1997 р.)            |
| 35.   | 2551                     | -<<- | Могила Лукашова І. І., члена-кореспондента ВАСГНІЛ., 1970 р.                                                                                                 |                                                        | Стела — 1,6х0,8х0,13 м, граніт. Постамент — 0,3 м.                                 | Місцева                    | -<<-                                                                   | 1 м. (Розпорядження ХОДА № 975 від 18.09. 1997 р.)            |
| 36.   | 783                      | смт. Мала Данилівка Малоданилівської сел/р, радгосп «Декоративні культури» | Братська могила радянських воїнів. Поховано 31 воїна. 1943 р.                                                                                                | 1975 р.                                                | Скульптура — 2,0 м, з/б. Постамент — 2,5 м, цегла, цемент                          | -<<-                       | № 61 від 25.01.72р.                                                    | 25 м (Наказ правління культури і туризму від 10.09.09. № 234) |
| 37.   | 756                      | смт. Мала Данилівка Малоданилівської сел/р, біля станції Підгородня | Братська могила червоноармійців. Кількість похованих невідома. 1918 р.                                                                                       | 1949 р.                                                | Обеліск — 2,5 м, цегла, цемент                                                     | -<<-                       | -<<-                                                                   |                                                               |
| 38.   | 784                      | смт. Мала Данилівка Малоданилівської сел/р, біля контори Харківського лісництва                                                                                                   | Братська могила радянських воїнів. Поховано 24 воїни. 1943 р.                                                                                                | 1951 р.                                                | Обеліск — 1,8 м, цегла, цемент                                                     | -<<-                       | -<<-                                                                   | 25 м (Наказ правління культури і туризму від 10.09.09. № 234) |
| 39.   | 785                      | с. Малі Проходи Проходівської с/р | Братська могила радянських воїнів і жертв фашизму. Поховано 206 чол. 1943 р.                                                                                 | 1950 р.                                                | Скульптура −2,5 м, з/б. Постамент — 3,5 м, цегла, цемент                           | -<<-                       | -<<-                                                                   | 25 м (Наказ правління культури і туризму від 10.09.09. № 234) |
| 40.   | 786                      | с-ще Мануїлівка Полівської сел/р | Братська могила радянських воїнів. Поховано 27 воїнів. 1943 р.                                                                                               | 1946 р.                                                | Обеліск — 2,0 м, цегла, цемент                                                     | -<<-                       | -<<-                                                                   | 25 м (Наказ правління культури і туризму від 10.09.09. № 234) |
| 41.   | 787788                   | смт. Пересічна Пересічнянської сел/р, центр селищаБратська могила радянських воїнів, перенесена у 1967 р. з учгоспу ім. Мечникова. Точна кількість воїнів не встановлена. 1943 р. | Братська могила радянських воїнів. Поховано 558 воїнів. 1943 р.                                                                                              | Харківська скульптурна фабрика 1952 р.,1967 р.         | Скульптура — 2,5 м, з/б. Постамент — 2,0х1,5х1,5 м, цегла, цемент                  | -<<-                       | -<<-                                                                   | 25 м (Наказ правління культури і туризму від 10.09.09. № 234) |
| 42.   | 757                      | смт. Пересічна Пересічнянської сел/р, біля станції | Братська могила червоноармійців. Кількість похованих невідома. 1918 р.                                                                                       | 1967 р.                                                | Обеліск — 1,7 м, метал                                                             | -<<-                       | -<<-                                                                   |                                                               |
| 43.   | 789                      | с. Подвірки Солоницівської сел/р, біля траси | Братська могила радянських воїнів. Поховано 30 воїнів. 1943 р.                                                                                               | Харківська скульптурна фабрика 1975 р.                 | Скульптура — 2,5 м, мармурова кришка. Постамент — цегла, цемент                    | -<<-                       | -<<-                                                                   | 25 м (Наказ правління культури і туризму від 10.09.09. № 234) |
| 44.   | 1664                     | смт. Польова, Полівської с/р | Братська могила червоноармійців. Поховано невідома кількість. 1919 р.                                                                                        | 1968 р.                                                | Обеліск — 1,5 м, мармур                                                            | -<<-                       | № 13 від 12.01.81р.                                                    |                                                               |
| 45.   | 754                      | с. Польова Полівської с/р, висота 201,7 м, ліворуч від шляху з м. Дергачі на смт. Польова                                                                                         | Місце бою взводу лейтенанта Петрищева В. П. з фашистами. 15.08.1943 р.                                                                                       | Пам'ятний знак не встановлено                          |                                                                                    | -<<-                       | № 61 від 25.01.72р.                                                    |                                                               |
| 46.   | 790                      | с. Польова Полівської с/р, пл. Радянська | Братська могила радянських воїнів. Поховано 266 воїнів. 1943 р.                                                                                              | Харківська скульптурна фабрика 1962 р.                 | Скульптура — 2,5 м, з/б. Постамент — 3,0 м, цегла, цемент                          | Місцева                    | № 61 від 25.01.72р.                                                    | 25 м (Наказ правління культури і туризму від 10.09.09. № 234) |
| 47.   | 473                      | с. Протопопівка Протопопівської с/р | Братська могила радянських воїнів. Поховано 20 воїнів. 1943 р.                                                                                               | Харківська скульптурна фабрика 1954 р.                 | Скульптура — 2,5 м, з/б. Постамент — 2,0 м, цегла, цемент                          | -<<-                       | -<<-                                                                   | 25 м (Наказ правління культури і туризму від 10.09.09. № 234) |
| 48.   | 483                      | -<<- | Пам'ятник воїнам-односельчанам. 1941–1945 рр. | 1968 р.                                                | Стела — 2,0х4,0х0,5 м, цегла, цемент                                               | -<<-                       | -<<-                                                                   |                                                               |
| 49.   | 791                      | смт. Прудянка Прудянської сел/р | Братська могила радянських воїнів. Поховано 123 воїни. 1943 р.                                                                                               | Харківська скульптурна фабрика 1950 р.                 | Скульптура — 2,5 м, з/б. Постамент — 1,3 м, цегла, цемент                          | -<<-                       | -<<-                                                                   | 25 м (Наказ правління культури і туризму від 10.09.09. № 234) |
| 50.   | 792                      | с. Руська Лозова Русько-Лозівської с/р, центр села | Братська могила радянських воїнів. Поховано 65 воїнів. 1941 р. ,1943 р.                                                                                      | Харківська скульптурна фабрика 1952 р.                 | Скульптура — 2,5 м, з/б. Постамент — 5,0 м, цегла, цемент                          | -<<-                       | -<<-                                                                   | 25 м (Наказ правління культури і туризму від 10.09.09. № 234) |
| 51.   | 793                      | с. Руська Лозова Русько-Лозівської с/р, біля траси Харків-Москва | Братська могила радянських воїнів. Поховано 22 воїни. 1943 р.                                                                                                | Харківська скульптурна фабрика 1950 р.                 | Скульптура — 2,5 м, з/б. Постамент — 3,0 м, цегла, цемент                          | -<<-                       | -<<-                                                                   | 25 м (Наказ правління культури і туризму від 10.09.09. № 234) |
| 52.   |                          | смт. Руська Лозова | Пам'ятний знак на місці формування 3-ї танкової червонопрапорної бригади, що пройшла бойовий шлях від Харкова до м. Уєздец під Будапештом. 25 серпня 1941 р. |                                                        | Стела. Залізобетон                                                                 | -<<-                       | Наказ УК ХОДА № 25 від 02.03.05 р.                                     |                                                               |
| 53.   | 794                      | с. Сіряки Солоницівської сел/р | Братська могила радянських воїнів. Поховано 23 воїни. 1943 р.                                                                                                | Харківська скульптурна фабрика 1958 р.                 | Скульптура 2,5 м, з/б. Постамент — 2,7 м, цегла, цемент                            | -<<-                       | № 61 від 25.01.72р.                                                    | 25 м (Наказ правління культури і туризму від 10.09.09. № 234) |
| 54.   | 795                      | -<<-, у лісі біля села | Братська могила жертв фашизму. Поховано 3000 чол. 1943 р. | Харківська скульптурна фабрика 1968 р.                 | Скульптура — 2,5 м, з/б. Постамент — 3,0 м, цегла, цемент                          | -<<-                       | -<<-                                                                   | 25 м (Наказ правління культури і туризму від 10.09.09. № 234) |
| 55.   | 796                      | смт. Слатине Слатинської сел/р | Братська могила радянських воїнів і пам'ятний знак воїнам-односельцям. Поховано 239 воїнів. 1943 р., 1941–1945 рр.                                           | Харківська скульптурна фабрика 1983 р.                 | Скульптура- 2,5 м. Стела — 2,5х4,0х0,9 м, з/б. Постамент — 1,0 м, цегла, цемент    | -<<-                       | -<<-                                                                   | 25 м (Наказ правління культури і туризму від 10.09.09. № 234) |
| 56.   | 797                      | -<<- | Братська могила радянсь-ких воїнів. Поховано 125 воїнів. 1943 р.                                                                                             | Харківська скульптурна фабрика 1950 р.                 | Скульптура — 2,5 м, з/б. Постамент — 3,0 м, цегла, цемент                          | -<<-                       | -<<-                                                                   | 25 м (Наказ правління культури і туризму від 10.09.09. № 234) |
| 57.   | 770                      | смт. Солоницівка Солоницівської сел/р, вул. Леніна | Братська могила радянських воїнів. Поховано 177 воїнів. 1941 р., 1943 р.                                                                                     | 1948 р.                                                | Танк Т-60 на цегляному постаменті Вис. з танком — 3,0 м                            | -<<-                       | -<<-                                                                   | 25 м (Наказ правління культури і туризму від 10.09.09. № 234) |
| 58.   | 771                      | смт. Солоницівка Солоницівської сел/р, вул. Леніна, на території кол. с. Гаврилівка                                                                                               | Братська могила радянсь-ких воїнів. Поховано 88 воїнів. 1941 р., 1943 р.                                                                                     | 1949 р., 1986 р.                                       | Стела — 2,5 м, з/б                                                                 | -<<-                       | № 61 від 25.01.72 р.                                                   | 25 м (Наказ правління культури і туризму від 10.09.09. № 234) |
| 59.   | 798                      | смт. Солоницівка Солоницівської сел/р, вул. Леніна | Братська могила радянсь-ких воїнів. Поховано 245 воїнів. 1941 р., 1943 р.                                                                                    | Харківська скульптурна фабрика 1950 р.                 | Скульптура — 2,8 м, з/б. Постамент — 2,6 м, цегла, цемент                          | -<<-                       | -<<-                                                                   | 25 м (Наказ правління культури і туризму від 10.09.09. № 234) |
| 60.   | 1667                     | смт. Солоницівка Солоницівської сел/р, вул. Шевченка | Братська могила радянських воїнів. Поховано невідома кількість. 1941 р., 1943 р.                                                                             | 1968 р.                                                | Обеліск — 2,5 м, цегла, цемент. Постамент — 0,4 м                                  | Місцева                    | № 13 від 12.01.81р.                                                    | 25 м (Наказ правління культури і туризму від 10.09.09. № 234) |
| 61.   | 1663                     | смт. Солоницівка Солоницівської сел/р, за 2 км на північ від селища, на висоті 197,3 м                                                                                            | Пам'ятне місце командного пункту Конєва І. С., командуючого Степовим фронтом                                                                                 | Скульпт. Сова Д., архіт. Краснолобов М. 1980 р.        | Обеліск — 18,6 м. Стела — 3,0×2,3 м, граніт                                        | -<<-                       | -<<-                                                                   |                                                               |
| 62.   | 758                      | с. Токарівка Токарівської с/р | Братська могила жертв класової боротьби: Скоро-багатька С. П., голови сільради, і його сім'ї. Поховано 4 чол. 1931 р.                                        | 1964 р.                                                | Обеліск — 1,5 м, цегла, цемент                                                     | -<<-                       | № 61 від 25.01.72р.                                                    |                                                               |
| 63.   | 800                      | с. Цупівка Прудянської сел/р | Братська могила радянських воїнів. Поховано 10 воїнів. 1943 р.                                                                                               | 1968 р.                                                | Обеліск — 2,5 м, граніт                                                            | -<<-                       | -<<-                                                                   | 25 м (Наказ правління культури і туризму від 10.09.09. № 234) |
| 64.   | 801                      | с. Черкаська Лозова Черкасько-Лозівської с/р, у центрі села | Братські могили радянських воїнів і пам'ятний знак воїнам-односельцям. Поховано 176 воїнів. 1943 р., 1941–1945 рр.                                           | Харківська скульптурна фабрика 1954 р., 1962 р.        | Скульптура — 2,5 м. Стела — 2,3х3,7х0,3 м, з/б. Постамент- 4,0 м, цегла, цемент    | -<<-                       | -<<-                                                                   | 25 м (Наказ правління культури і туризму від 10.09.09. № 234) |
| 65.   | 802                      | с. Черкаська Лозова Черкасько-Лозівської с/р, 1 відділення Харківської птахофабрики                                                                                               | Братська могила радянських воїнів. Поховано 70 воїнів. 1943 р.                                                                                               | Харківська скульптурна фабрика 1950 р.                 | Скульптура — 2,5 м, з/б. Постамент — 3,0 м, цегла, цемент                          | -<<-                       | -<<-                                                                   | 25 м (Наказ правління культури і туризму від 10.09.09. № 234) |
| 66.   | 1668                     | с. Шовкопляси Дергачівської міськ/р | Братська могила радянських воїнів. Поховано 26 воїнів. 1943 р.                                                                                               | Харківська скульптурна фабрика 1973 р.                 | Скульптура — 3,2 м, з/б. Постамент — 1,6 м, цегла, цемент                          | -<<-                       | № 13 від 12.01.81р.                                                    | 25 м (Наказ правління культури і туризму від 10.09.09. № 234) |
|       |                          | | |                                                        |                                                                                    |                            |                                                                        |                                                               |

## Джерело
Лист Харківської Облдержадміністрації на запит ВМ УА від 28 березня 2012. Файли доступні на сайті конкурсу WLM [Архівовано 26 березня 2018 у Wayback Machine.].